# Les Anges dans nos campagnes
Les Anges dans nos campagnes (conosciuta in italiano anche come Gli angeli nelle campagne o impropriamente Gloria in excelsis Deo e in inglese come Angels From the Realms of Glory) è un canto di Natale tradizionale francese, di autore ignoto, che fu composto nel XVIII secolo.
Nella raccolta di canti, Choix de cantiques sur des airs nouveaux pour toutes les fêtes de l'année, pubblicazione del 1842 edita da Luois Lambilotte, è presente con il titolo L'écho des montagnes de Béthléem ed è indicato come «noël languedocien» e la musica è attribuita al compositore indicato con la sigla «W. M.»
Questo canto si ispira ad antichi inni e cantici del Medioevo che celebravano la nascita di Gesù Cristo e rappresenta il coro gioioso che gli angeli, assieme ai pastori, intonano per celebrare l'evento.

## Testo della canzone
Les anges dans nos campagnes

ont entonné l'hymne des cieux;

et l'echo de nos montagnes

redit ce chant melodieux.
Gloria in excelsis Deo!

Gloria in excelsis Deo!
Bergers, pour qui cette fête?

Quel est l'objet de tous ces chants?

Quel vainqueur, quelle conquête

mérite ces triomphants?
Gloria in excelsis Deo!

Gloria in excelsis Deo!
Ils annoncent la naissance

du libérateur d'Israël;

et pleins de reconnaissance

chantent en ce jour solemnel.
Gloria in excelsis Deo!

Gloria in excelsis Deo!

### Versione italiana
Gli angeli nelle campagne

cantano l'inno "Gloria in ciel"!

E l'eco delle montagne

ripete il canto dei fedel:
Gloria in Excelsis Deo!

Gloria in Excelsis Deo!
Oh pastori che cantate

dite il perché di tanto onor!

Qual Signore, qual profeta

merita questo gran splendor?
Gloria in Excelsis Deo!

Gloria in Excelsis Deo!
Oggi è nato in una stalla

nella notturna oscurità.

Egli, il Verbo, s'è incarnato

e venne in questa povertà.
Gloria in Excelsis Deo!

Gloria in Excelsis Deo...

in excelsis deo.
Versione italiana in uso nelle chiese protestanti
Per i campi suona un canto:
sono gli angeli dal ciel!
Lieto vibra al coro santo
della notte l'ampio vel:
Gloria negli eccelsi a Dio,
Gloria negli eccelsi a Dio.
Perché mai si gran fervore
desta il coro celestial,
chi mai sorge vincitore
per il canto trionfal?
Gloria negli eccelsi a Dio,
Gloria negli eccelsi a Dio.
È l'annunzio del Natale:
vien nel mondo il Salvator!
Grati a chi sconfigge il male
innalziam gioiosi il cuor:
Gloria negli eccelsi a Dio,
Gloria negli eccelsi a Dio.

#### Noel francese (testo in italiano)
Ecco al fin che tra il fulgore

della schiera celestial,

S’ode un cantico d’amore,

su nel cielo risuonar.
Gloria, gloria, gloria, gloria,

in excelsis Deo.

Gloria, gloria, gloria, gloria,

in excelsis Deo.
Cantan gli angeli volando

Su nel vago ciel seren,

Cantan essi ed echeggiando,

lor risponde li monte il mar.
Gloria, gloria, gloria, gloria,

in excelsis Deo.

Gloria, gloria, gloria, gloria,

in excelsis Deo.

### Versioni inglesi (Angels From the Realms of Glory e Angels We Have Heard On High)
Il brano è stato adattato per la prima volta in lingua inglese nel 1816 da James Montgomery con il titolo Angels from the Realms of Glory.
Il brano è stato adattato ancora una volta in inglese nel 1862 dal vescovo inglese James Chadwick con il titolo Angels We Have Heard On High e con una melodia leggermente addattata.  Questa versione si usa principalmente negli Stati Uniti:
Angels we have heard on high

Sweetly singing o'er the plains

And the mountains in reply

Echoing their joyous strains.
Gloria, in excelsis Deo!

Gloria, in excelsis Deo!
Come to Bethlehem and see

Him Whose birth the angels sing;

Come, adore on bended knee,

Christ the Lord, the newborn King.
Gloria, in excelsis Deo!

Gloria, in excelsis Deo!
See Him in a manger laid

Whom the angels praise above;

Mary, Joseph, lend your aid,

While we raise our hearts in love.
Gloria, in excelsis Deo!

Gloria, in excelsis Deo!
Shepherds, why this jubilee?

Why your joyous strains prolong?

What the gladsome tidings be

Which inspire your heavenly song?